# إيبر بيكر
إيبر بيكر هو سياسي أمريكي، ولد في 1780، وتوفي في 1864. انتخب عضو مجلس نواب أوهايو ‏.